# Celtic Frost
I Celtic Frost (pronuncia: [ 'keltɪk fɹɒst ]) sono stati un gruppo heavy metal svizzero nato nel 1984 a Zurigo. La band ha avuto un enorme impatto su numerosi gruppi del metal estremo, in particolare black, death e gothic metal. La loro musica è sempre stata difficile da etichettare, per via anche di influenze esterne all'heavy metal, come glam rock, art rock, pop e classica. Questa commistione introdotta dai Celtic Frost darà vita ad un genere di cui la band fu tra i maggiori capostipiti, con la pubblicazione dell'album Into the Pandemonium: l'avantgarde metal.
Musicalmente i Celtic Frost furono influenzati principalmente dall'heavy metal di Black Sabbath, Angel Witch, Motörhead e Venom, ma anche da generi esterni al metal come il gothic rock di Bauhaus, Siouxsie and the Banshees e Christian Death e l'hardcore punk dei Discharge.

## Storia

### Le origini e i primi due dischi (1984 - 1985)

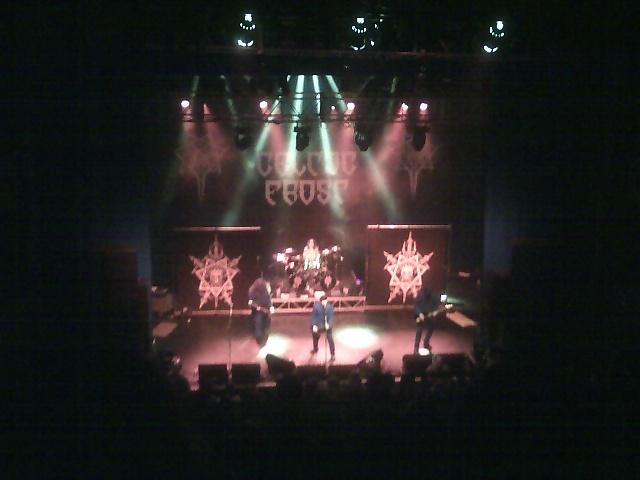
La band in tour nel 2006

Le origini dei Celtic Frost risiedono negli Hellhammer, gruppo speed/thrash che aveva pubblicato tre demo e un EP tra il 1982 e il 1984.
La prima formazione, formata nel maggio 1984, comprende Tom G. Warrior e Martin Eric Ain, rispettivamente ex cantante/chitarrista e bassista degli Hellhammer, e il batterista Isaac Darso. Il nome viene scelto casualmente, quando i componenti del gruppo si imbattono nel disco Frost and Fire dei Cirith Ungol.
Dopo una sola sessione di prova Darso viene licenziato e al suo posto subentra il session man Stephen Priestly, con cui inizialmente il gruppo si esibisce in cover di gruppi NWOBHM come Angel Witch e Aragorn. Presto tuttavia la band inizia a registrare il disco di debutto, con la partecipazione di Horst Maller e Hertha Ohling come voci addizionali e di Oswald Spengler come violino; in seguito all'abbandono di Priestly, i Celtic Frost inizialmente pensano di rimpiazzarlo con Jeff Cardelli dei Lipstick, ma in seguito scelgono Reed St.Mark dei Crown.
Il debutto Morbid Tales esce nel giugno 1984 e riceve recensioni molto discordanti; alcuni danno grande importanza al disco, altri lo liquidano allo stesso modo dei lavori degli Hellhammer. L'album viene pubblicato in due versioni: quella europea include sei tracce mentre quella statunitense ha due bonus track, Morbid Tales e Return to the Eve. Dal punto di vista culturale la band dichiara influenze da Howard Phillips Lovecraft, Aleister Crowley, Robert E. Howard e Charles Baudelaire, mentre i testi trattano generalmente della decadenza della società umana e del crollo che tutti gli imperi devono prima o poi subire.

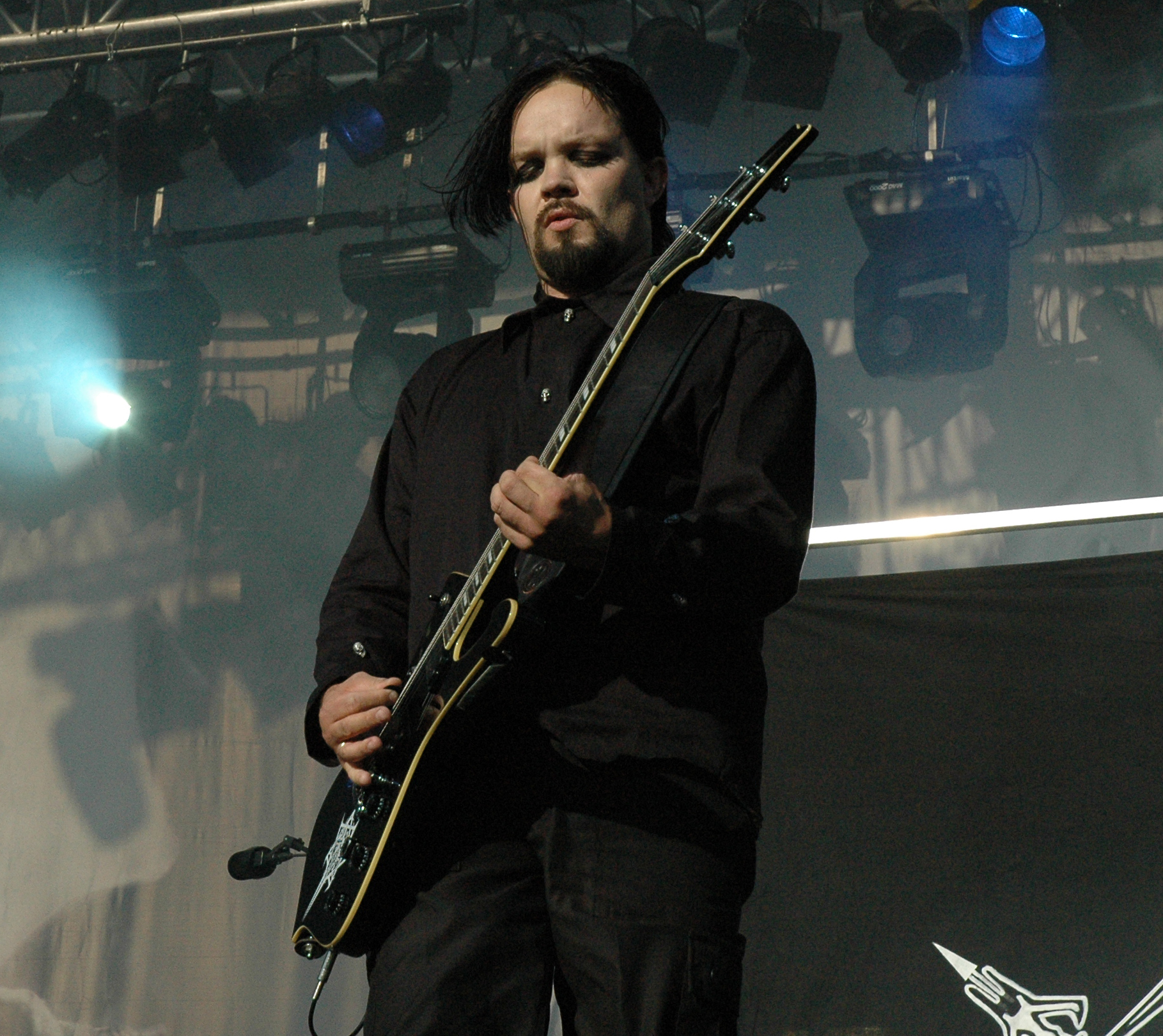
Il chitarrista Anders Odden live al Tuska Open Air 2006.

Nel 1985 segue l'EP Emperor's Return, pubblicato anche in una versione picture disc oggi molto ricercata; così com'era accaduto per Morbid Tales, i critici di settore si dividono nettamente tra sostenitori e contestatori del sound proposto dalla band. I membri della band, nel retro-copertina, sono raffigurati in atteggiamenti minacciosi e poco rassicuranti: foto sfocate, borchie, cartuccere, face paint; anche questo modo di rappresentarsi sarà fonte d'ispirazione per le future leve black metal.
Poco dopo questa pubblicazione i Celtic Frost fanno anche le loro prime apparizioni live, di supporto ai Beast e ai Mass in Germania e Austria, mentre alcune date inizialmente fissate in Italia insieme agli Astaroth vengono rinviate. Durante la registrazione del secondo disco sorgono divergenze tra Ain e il resto della band, che portano all'abbandono dello stesso Ain e al reclutamento di Dominic Steiner, bassista del gruppo glam rock Junk Food. Il disco esce nell'ottobre 1985 con il titolo To Mega Therion e presenta sperimentazioni con nuovi strumenti musicali, fra cui timpani, corni francesi e voci liriche, grazie alla presenza dei musicisti ospiti Wolf Bender e Claudia-Maria Mokri. Inoltre, il disco è il primo con copertina illustrata dall'artista H.R. Giger, con cui la band collaborerà anche in seguito. Poco dopo la pubblicazione dell'album, Steiner esce dalla band in seguito ad ulteriori dissidi, favorendo il ritorno di Ain, con cui i Celtic Frost fanno la loro prima apparizione live oltreoceano a Montréal assieme a Voivod, Possessed, Nasty Savage e Destruction. Più tardi quello stesso anno Warrior produce il primo disco dei Coroner, prima di partire in tour in Europa con la band nel febbraio 1986 insieme a Helloween e Grave Digger, che tocca tra l'altro il festival Metalysee di Bruxelles e Londra. In giugno i Celtic Frost tornano nuovamente in Nordamerica per una serie di concerti con Running Wild e Voivod.

### L'approdo all'avant-garde metal, il fallimento diCold Lakee lo scioglimento (1986 - 1991)
Per tenere alta l'attenzione dei fan, verso la fine del 1986 viene pubblicato l'EP Tragic Serenades, contenente remix di tracce di To Mega Therion, due tracce registrate nuovamente con Ain e una nuova versione di Return to the Eve.
Durante la registrazione del terzo disco viene reclutato un secondo chitarrista, lo statunitense Richi Desmond, ma questi presto torna negli USA a causa delle troppe divergenze con gli altri componenti e in seguito si unirà ai Sabbat per il disco Mourning Has Broken. Terminate le prime registrazioni, la band intraprende un breve tour europeo assieme a Metallica, Crimson Glory e Anthrax.

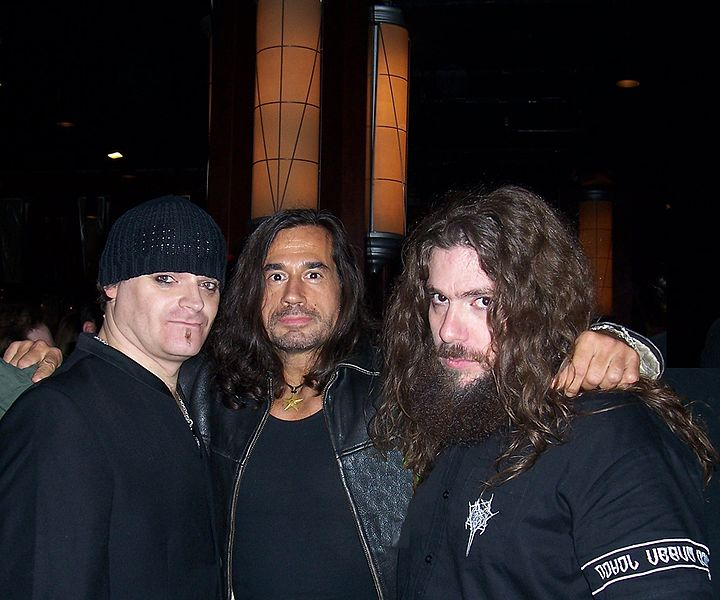
Da sinistra: Tom Gabriel Fischer, Reed St. Mark e Martin Eric Ain, la lineup che ha inciso il disco Into the Pandemonium.

Il terzo album Into the Pandemonium esce nel novembre 1987, e si caratterizza per un'elevata dose di sperimentalismo, oltre che per la reinterpretazione di Mexican Radio del gruppo new wave Wall of Voodoo. Per la realizzazione del disco vengono impiegati moltissimi musicisti ospiti, tra cui le voci addizionali Claudia-Maria Mokri, Thomas Berter, Marchain Regee Rotschy e Manü Moan, i violinisti Malgorzata Blaiejewska Woller ed Eva Cielinski, il violoncellista Wulf Ebert, il suonatore di corno francese Anton Schreiber, il violista Jürgen Paul Mann e il chitarrista Andreas Dobler.
Seguono alcuni concerti in Gran Bretagna assieme ai Kreator, per cui viene arruolato il secondo chitarrista Ron Marks, e in Nordamerica assieme ad Anthrax e Exodus. Tuttavia questo tour non ha il successo sperato, in parte per la reazione negativa dei fan, che non apprezzano la nuova direzione sperimentale della band, e in parte per problemi contrattuali con la Noise Records. A causa di questi problemi, Marks lascia la band e viene sostituito dall'ex Junk Food Oliver Amberg; inoltre, poco dopo il rientro in Europa, Ain lascia nuovamente il gruppo e abbandona il mondo della musica, mettendo in dubbio il futuro dei Celtic Frost. Dopo averlo sostituito con Curt Victor Bryant, alla band viene offerta la possibilità di registrare la colonna sonora del film La tana del serpente bianco, ma il gruppo, che si trova in una situazione molto problematica e instabile, è costretto a rifiutare. Poco dopo anche Reed St. Mark, batterista storico del complesso, lascia per unirsi ai Mindfunk, e viene rimpiazzato da Stephen Priestly, già apparso in Morbid Tales. Con questa formazione completamente rivoluzionata i Celtic Frost registrano il loro quarto album agli Hansa Studios e agli Sky Track Studios di Berlino assieme al produttore Tony Platt: Cold Lake esce il 1º settembre 1988 e si caratterizza per una totale discontinuità con i precedenti lavori, adottando un suono e un'immagine vicini al glam metal e causando reazioni violente di molti dei fan.
Inoltre, Tom Gabriel Fischer cessa di utilizzare il nome d'arte Warrior e appare in alcune interviste e foto con una maglia degli L.A. Guns, gruppo glam metal di Los Angeles. La band afferma di avere un intento parodico nei confronti del glam, ma fan e critica reagiscono molto negativamente al cambio di stile: dopo il lancio del singolo Cherry Orchards i Celtic Frost intraprendono un tour in Europa assieme ai Destruction, ma questo si rivela un pesante insuccesso. Tuttavia, negli Stati Uniti il disco inizia a vendere un buon numero di copie, portando ad un tour di buon successo nel marzo 1989. Alla fine del 1989 si concretizzano anche il ritorno in formazione di Reed St. Mark e un riavvicinamento fra la band e Ain, che contribuisce con alcune tracce di basso e testi al quinto disco, che esce nell'aprile 1990 con il titolo Vanity/Nemesis. Il disco ritorna in buona parte al thrash metal degli esordi, ma la cattiva reputazione causata da Cold Lake è così forte da frenare le vendite del disco, che si rivelano abbastanza deludenti. Il disco non riceve una buona promozione, perché vengono cancellate alcune date previste in Germania e la band riesce a suonare solo alcuni show in Gran Bretagna con gli Slammer e un paio in Danimarca. L'ultimo concerto si tiene alle Assembly Rooms di Derby il 19 maggio 1990, mentre un tentativo di accordo con la major Sony Music fallisce.
In seguito Fischer progetta di formare un progetto funk metal assieme all'ex-The Time Jesse Johnson, ma la band non decolla; nel frattempo Piestly è impegnato nella registrazione di Aggravation dei francesi Treponem Pal. Dopo aver registrato un demo contenente Honour Thy Father, Seeds of Rapture, Icons Alive e Oh Father, i Celtic Frost cercano nuovamente un contratto discografico, inizialmente con Priestly alla batteria, in seguito con Reed St. Mark e Renée Hernz al basso. Il tentativo non ha successo, la band si scioglie e St. Mark si trasferisce negli Stati Uniti e si unisce a Stepchild e Subsonic.

### Altri progetti, la reunion e il nuovo album (1992 - 2007)

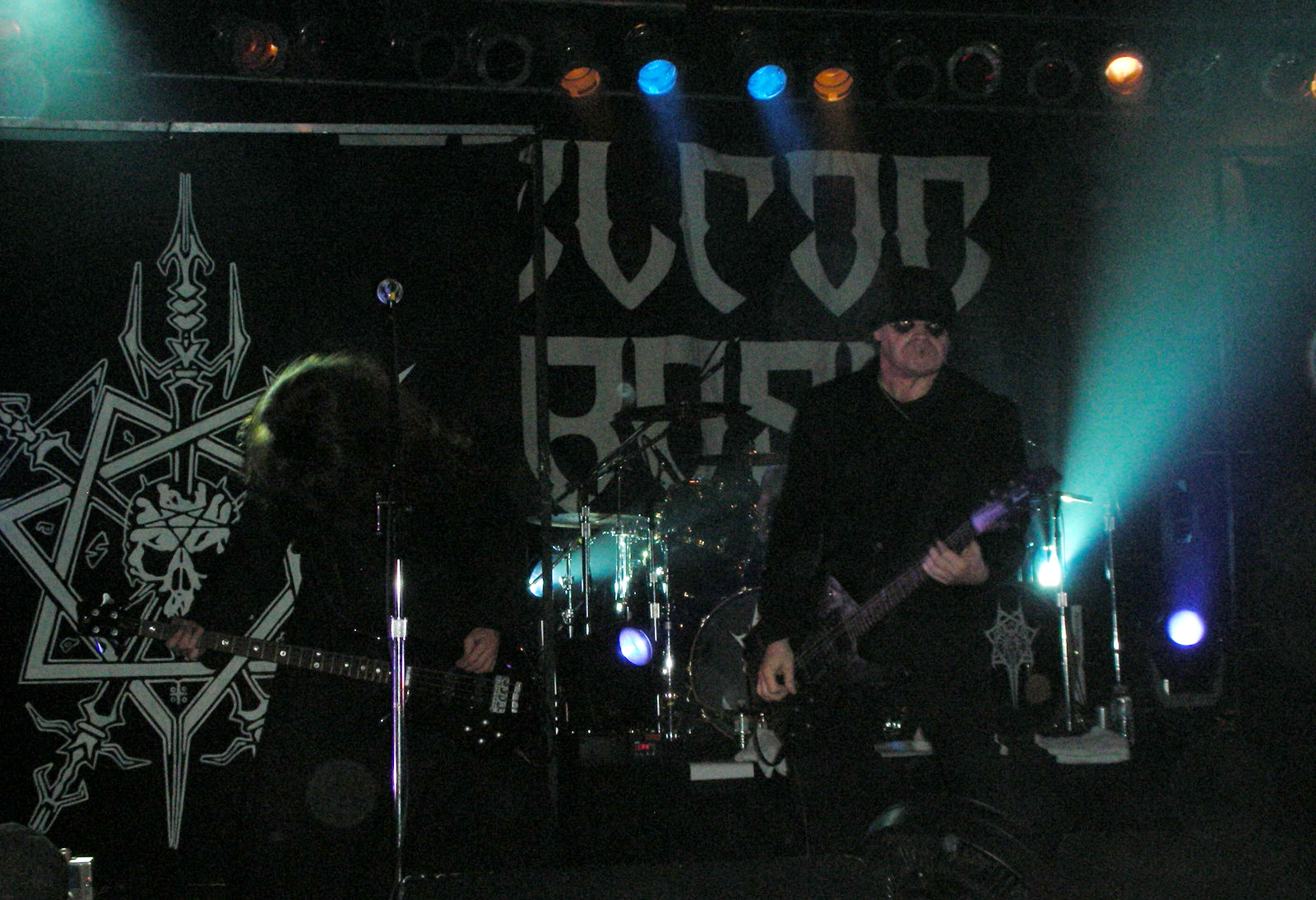
La band live nel 2006.